# Aphyosemion escherichi
Aphyosemion escherichi е вид лъчеперка от семейство Nothobranchiidae. Видът не е застрашен от изчезване.

## Разпространение и местообитание
Разпространен е в Ангола (Кабинда), Габон и Демократична република Конго.
Обитава сладководни басейни, крайбрежия, реки и потоци.

## Описание
На дължина достигат до 5 cm.